# Черленіовський Леонід Олександрович
 Черленіо́вський Леоні́д Олекса́ндрович  — архітектор.

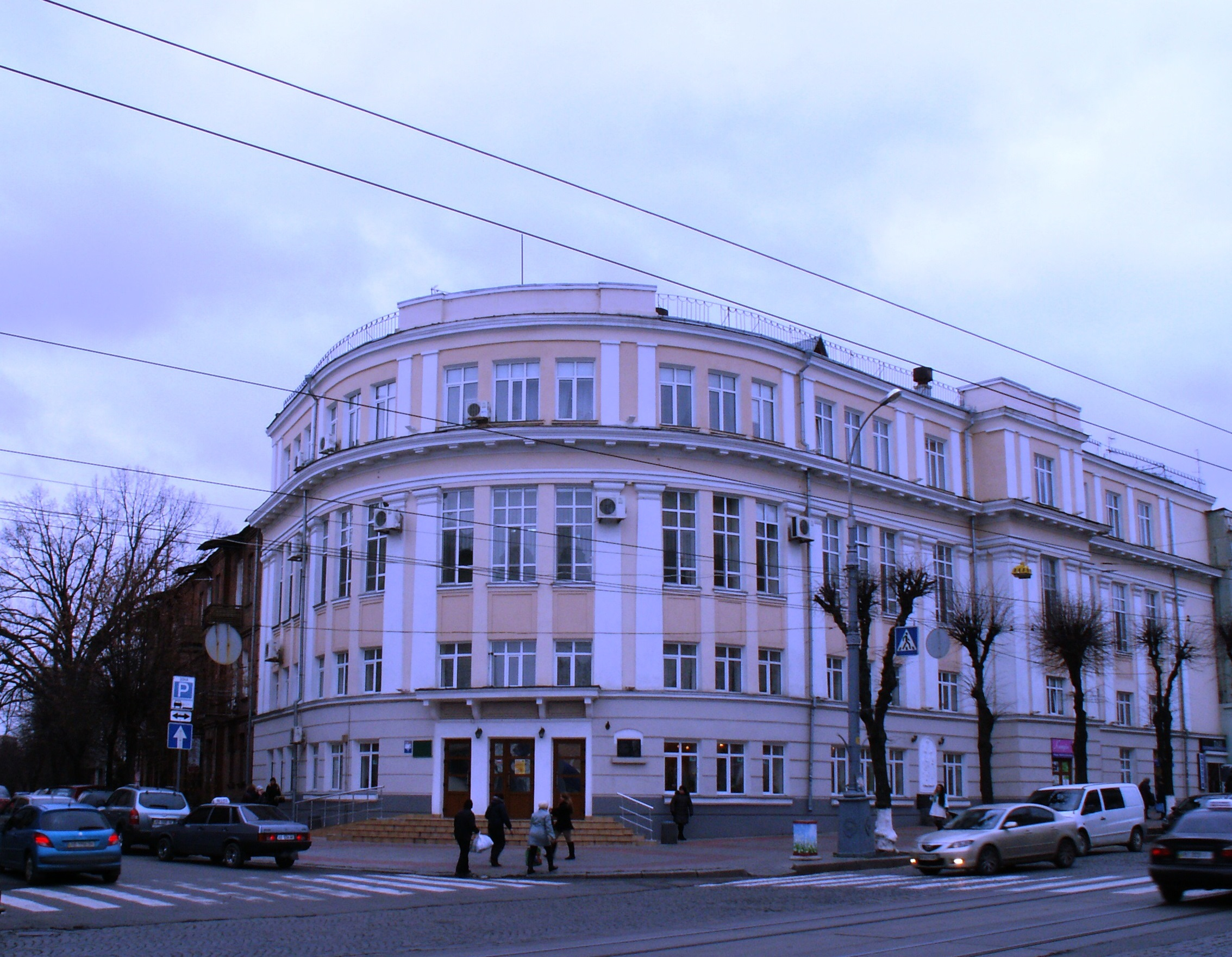
Бібліотека ім. К. А. Тімірязєва у Вінниці, вул. Соборна, 73

## Біографія
Працював у Вінниці у 1930-х роках. Автор проекту реконструкції бібліотеки ім. К. А. Тімірязєва (колишньої ім. Гоголя, арх. Г. Артинов) в 1933–1936 рр.; будинку обласних організацій (колишній будинок харчової промисловості, теперішній будинок обласної ради у 1935 р. (спільно з С.Рабіним, консультант П. Альошин), проекту житлового будинку облвиконкому (сучасна вул. Соборна, 81) в 1936 р. 

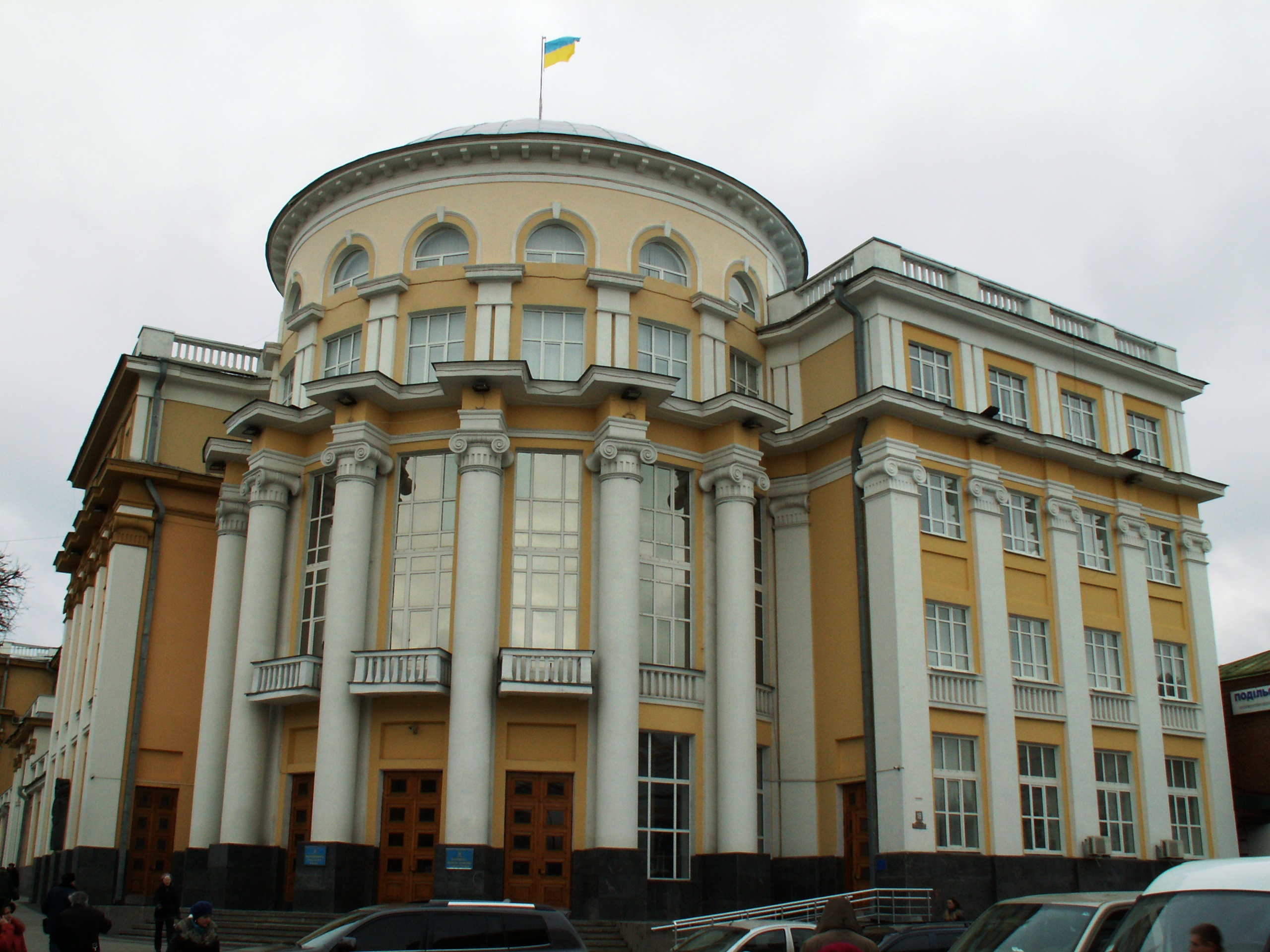
Будинок Вінницької обласної ради, вул. Соборна, 70

Під час Другої світової війни і у повоєнні роки працював художником у Вінницькому театрі ім. М. Садовського.

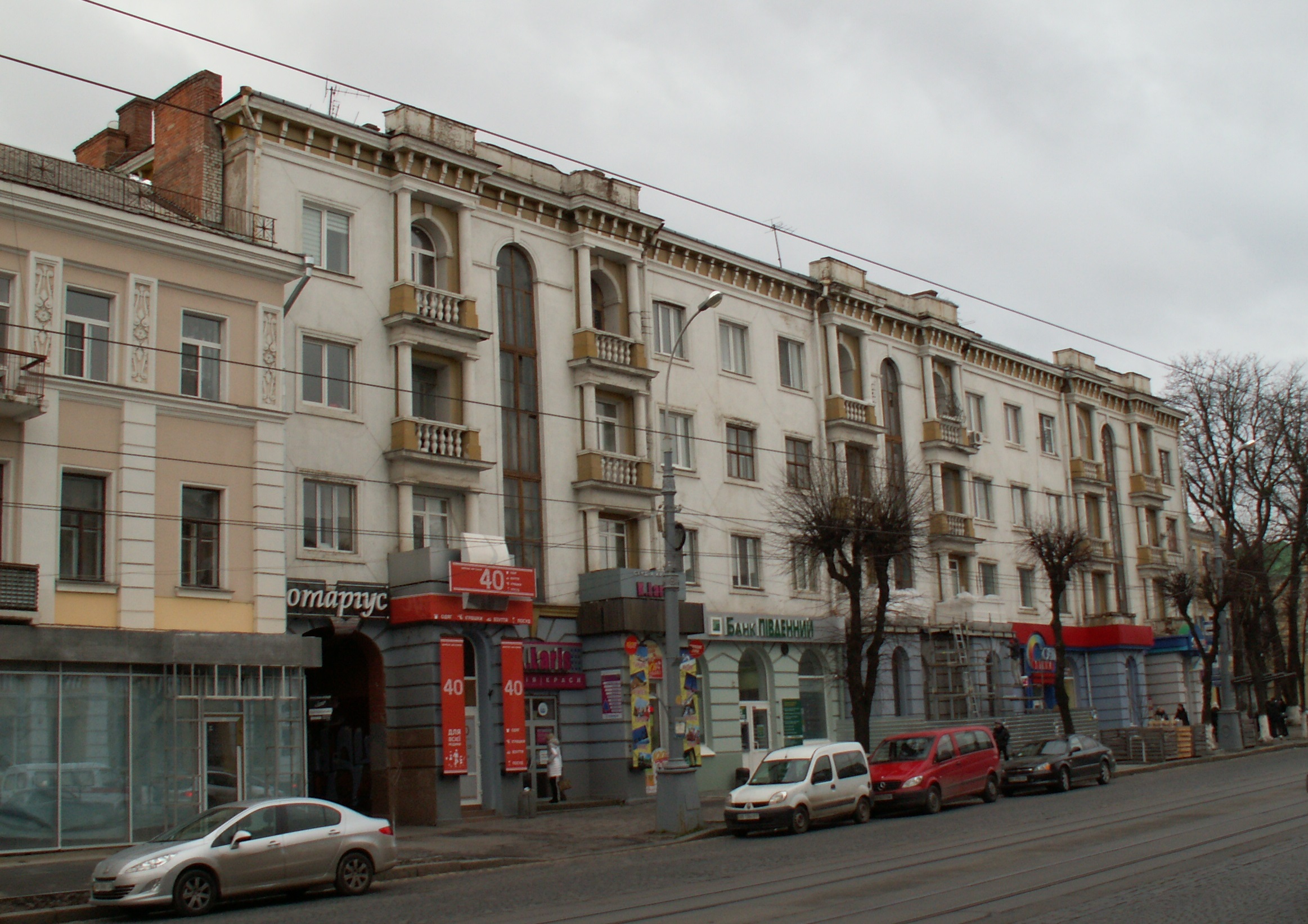
Житловий будинок у Вінниці, вул. Соборна, 81